# Sotiris Ninis
Sotiris Ninis (Græsk: Σωτήρης Νίνης) (født 3. april 1990 i Himarë, Albanien) er en græsk fodboldspiller, der spiller som offensiv midtbanespiller i den israelske ligaklub Maccabi Petah Tikva. Han har tidligere i karrieren repræsenteret blandt andet Panathinaikos og PAOK i hjemlandet samt belgiske Charleroi og Parma i Italien.
Med Panathinaikos vandt han i 2010 både det græske mesterskab og landets pokalturnering.

## Landshold
Ninis står (pr. april 2018) noteret for 32 kampe og tre scoringer for Grækenlands landshold, som han debuterede for den 19. maj 2008 i en venskabskamp mod Cypern. Han var en del af den græske trup til VM i 2010 i Sydafrika.